# NEWSな2人
『NEWSな2人』（ニュースなふたり）は、TBSテレビで2016年4月23日から2021年3月27日まで毎週土曜日0:50 - 1:20（JST、金曜日深夜）に放送されていたバラエティ番組である。

## 概要・来歴
「若者が訴えたい世界一小さなデモを取り上げるデモバラエティ」、NEWSのメンバーの小山慶一郎と加藤シゲアキが激怒する若者達のデモ隊にフロンティアリーダーと言われる解決人と共に向き合って解決していく。
過去に『NEWSな2人【激撮！インテリジェンスワイドショー】』のタイトルで特別番組として3回放送されており、単発第1弾(2015年7月4日放送)は話題になったワイドショーは今どうなっているかを調査する、単発第2弾(2015年10月3日放送)はあのニュースの今を調査するという番組内容だった。単発第3弾(2016年1月9日放送)よりレギュラー放送時のコンセプトになった。単発第1、2弾のみ「インテリジェンスワイドショー」として放送したが、単発第3弾からは「インテリジェンスワイドトークショー」になった。
レギュラー放送開始に先立ち、2016年4月1日に『NEWSな2人 ナビ』のタイトルで番組宣伝を兼ねた放送を行い、同年4月23日より番組がスタート。
同年12月29日には全国ネットによる90分間の『NEWSな2人 SP【インテリジャニーズVS芸能人最強デモ隊！】』が放送された。
2021年1月30日放送回よりTVer及びParaviでの配信開始。TBSでの放送時間終了後に配信される。
2021年3月27日放送回をもって終了。同年4月30日からは引き続き小山と加藤による『NEWSの全力!!メイキング』が開始する。

## 出演者

### MC
- 加藤シゲアキ
- 小山慶一郎

### ナレーター
- 神谷浩史（2015年7月4日[9]、2015年10月3日[10]）
- 沢城みゆき（2016年1月9日、2016年4月23日[11] - ）
- 庄司宇芽香（2018年7月頃 - 10月）※沢城の産休時の代役

## ネット局
| 放送対象地域   | 放送局                    | 系列    | 放送日時                     | 放送期間                      | 遅れ日数   |
| -------------- | ------------------------- | ------- | ---------------------------- | ----------------------------- | ---------- |
| 関東広域圏     | TBSテレビ（TBS）          | TBS系列 | 土曜 0:50 - 1:20（金曜深夜） | 2016年4月23日 - 2021年3月27日 | 制作局     |
| 岩手県         | IBC岩手放送（IBC）        | TBS系列 | 土曜 0:50 - 1:20（金曜深夜） | 2016年4月23日 - 2021年3月27日 | 同時ネット |
| 山形県         | テレビユー山形（TUY）     | TBS系列 | 土曜 0:50 - 1:20（金曜深夜） | 2016年4月23日 - 2021年3月27日 | 同時ネット |
| 福島県         | テレビユー福島（TUF）     | TBS系列 | 土曜 0:50 - 1:20（金曜深夜） | 2016年4月23日 - 2021年3月27日 | 同時ネット |
| 新潟県         | 新潟放送（BSN）           | TBS系列 | 土曜 0:50 - 1:20（金曜深夜） | 2016年4月23日 - 2021年3月27日 | 同時ネット |
| 長野県         | 信越放送（SBC）           | TBS系列 | 土曜 0:50 - 1:20（金曜深夜） | 2016年4月23日 - 2021年3月27日 | 同時ネット |
| 島根県・鳥取県 | 山陰放送（BSS）           | TBS系列 | 土曜 0:50 - 1:20（金曜深夜） | 2016年4月23日 - 2021年3月27日 | 同時ネット |
| 愛媛県         | あいテレビ（itv）         | TBS系列 | 土曜 0:50 - 1:20（金曜深夜） | 2016年4月23日 - 2021年3月27日 | 同時ネット |
| 富山県         | チューリップテレビ（TUT） | TBS系列 | 土曜 0:50 - 1:20（金曜深夜） | 2019年7月12日                 | 同時ネット |
| 山口県         | テレビ山口（tys）         | TBS系列 | 土曜 0:50 - 1:20（金曜深夜） | 2019年7月12日                 | 同時ネット |
| 山梨県         | テレビ山梨（UTY）         | TBS系列 | 土曜 0:50 - 1:20（金曜深夜） | 2016年5月7日 -                | 同時ネット |
| 北海道         | 北海道放送 （HBC）        | TBS系列 | 火曜 0:56 - 1:27（月曜深夜） | 2016年5月3日 -                | 遅れネット |
| 中京広域圏     | CBCテレビ （CBC）         | TBS系列 | 金曜 0:59 - 1:29(木曜深夜)   | 2016年5月5日 -                | 遅れネット |
| 岡山県・香川県 | RSK山陽放送（RSK）        | TBS系列 | 金曜1:25 - 1:55（木曜深夜）  | 2016年5月6日 -                | 遅れネット |
| 宮城県         | 東北放送 （TBC）          | TBS系列 | 水曜 1:00 - 1:30（火曜深夜） | 2016年5月11日 -               | 遅れネット |
| 大分県         | 大分放送（OBS）           | TBS系列 | 月曜 10:50 - 11:20           | 2019年9月30日 -               | 遅れネット |
| 近畿広域圏     | 毎日放送 （MBS）          | TBS系列 | 月曜 0:50 - 1:20（日曜深夜） | 2020年5月5日 -                | 遅れネット |
| 高知県         | テレビ高知（KUTV）        | TBS系列 | 月曜 16:20 - 16:50           | 2020年10月5日 -               | 遅れネット |

## スタッフ
- 構成：桜井慎一、清松勝彦（清松→2017年4月 - ）、キシ、久松知博、松本智子（松本→2018年2月 - ）
- TM：山田健吾
- TD：依田純、大蔵聡
- VE：鈴木昭平、藤本剛、姫野雅美、大場貴文
- CAM：呉敬訓、荒井隆之、大蔵聡
- MIX：清宮拓、小岩英樹
- LD：荻原小桃、加藤由美子、木村郁恵
- 技術協力：OMIBUSJAPAN、TBSスパークル、東通
- 美術プロデューサー・美術制作：田中秀和（2020年2月 - 、以前は美術制作）
- 美術デザイナー：蚊戸芳実
- 装置：佐藤恵美
- 操作：横地碧
- ヘアメイク：澤田梨沙
- 編集：高橋和也、遠藤顕史
- MA：水野貴浩
- 音効：岡田淳一
- CG：ぴーたん
- リサーチ協力：パレット、ライダーズ・オフィス、田中奈緒
- TK：鈴木裕恵
- デスク：石関幸子
- 編成：松本友香
- 宣伝：落合真美
- アシスタントディレクター：黒岩稔輝、小須田彩実（小須田→2017年9月 - ）、小林誉、萩尾志帆、厚東那昂、唐川美樹、彭依蕾、今井拓海、西部静月、大久保達海、西山璃紀
- 進行：山本怜奈（以前は制作進行）
- アシスタントプロデューサー・キャスティング：宮内史絵（以前はアシスタントプロデューサー）
- 協力：ジャニーズ事務所
- ディレクター/演出：神野正義（BULLY CAT）、相澤雄、柏田雄二、深坂崇夫、鈴木良尚（BULLY CAT）、津宏典
- 担当プロデューサー：山本希恵（デージカンパニー、2020年10月2日 -、以前はプロデューサー）
- 総合演出：丹野樹史（BULLY CAT）
- プロデューサー：麻生邦浩（2019年7月12日 -）
- チーフプロデューサー：小林弘典（2020年10月2日 -）
- 制作：TBSテレビコンテンツ制作局制作2部
- 製作著作：TBS

### 過去のスタッフ
- 構成：利光宏治、柳城稔麿
- TM：田中浩征、井下雅美
- 技術協力：エフエフ東放
- 美術プロデューサー・美術デザイナー：桝本瑠璃
- 美術制作：与田滋、若松真夢（若松→2017年4月 - ）
- 装置：尻無浜宏人
- ヘアメイク：城所とも美
- 編集：高橋勇志
- 協力P：西村武彦、久我雄三、疋田智（疋田→情報制作局情報1部）
- デスク：高木亜美、藤塚有衣子
- 編成：辻有一、中島啓介、加藤丈博
- 宣伝：川原秋呼、杉山大樹、川鍋昌彦
- アシスタントディレクター：五十嵐大輔、黎景恰、安岡温彦、吉岡瀬奈、田中大貴、土屋良太（2018年1月 - 2019年3月）、大友陽向（2017年4月 - 2019年6月）
- MP：川澄博雄（2019年7月12日 - 2020年9月25日、以前は協力プロデューサー→一時離脱）、山本一雄
- 制作進行：山田千穂
- ディレクター：畑舞香、勝田拓也、須藤有加、沢田翔太（沢田→以前はアシスタントディレクター）
- プロデューサー：武藤淳
- チーフプロデューサー：大久保竜
- 制作：TBSテレビ情報制作局情報三部